# 2023 en Iran
Chronologie de l'Iran
- 2019
- 2020
- 2021
- 2022
- 2023
- 2024
- 2025
- 2026
- 2027

Cet article traite des événements qui se sont produits durant l'année 2023 en Iran.

## Événements
- depuis environ 2004 : Insurrection au Sistan-et-Baloutchistan (en) (guerres baloutches).
- depuis 2021 : Série de manifestations dans le pays.
- depuis mai 2022: Troubles civils à l'échelle nationale à la suite de l'augmentation par le gouvernement des prix des denrées alimentaires de base, notamment le pain et les pâtes (en).
- depuis septembre 2022 : Manifestations consécutives à la mort de Mahsa Amini.
- de la fin novembre 2022 au début 2023 : Série d'empoisonnements dans les écoles en Iran.
- 18 janvier : Au moins 150 personnes sont blessées par un tremblement de terre de magnitude 5,8 à Khoy, dans la province d'Azerbaïdjan occidental.
- 19 janvier : L'Iran et la Corée du Sud convoquent leurs ambassadeurs respectifs dans le cadre d'un différend qui s'aggrave entre les deux pays, après que le Président sud-coréen Yoon Suk-yeol ait qualifié l'Iran d'« ennemi des Émirats arabes unis » en s'adressant aux troupes sud-coréennes stationnées dans ce pays.
- 27 janvier : Attentat de l'ambassade d'Azerbaïdjan à Téhéran
- 28-29 janvier : Trois drones attaquent une usine de munitions d'Ispahan.
- 27 mai : Affrontement entre l'Afghanistan et l'Iran
- 3 septembre - Le ministre des Affaires étrangères (en), Hossein Amir Abdollahian, déclare que l'Iran a entamé des pourparlers pour relancer l'accord de Vienne sur le nucléaire iranien.
- 16 septembre : Des organisations de défense des droits de l'homme affirment que la police iranienne a arrêté le père de Mahsa Amini à l'occasion du premier anniversaire de sa mort.
- 18 septembre : L'Iran annonce qu'un échange de prisonniers aura lieu aujourd'hui avec les États-Unis. Selon l'accord, l'Iran aura également accès à 6 milliards de dollars gelés en Corée du Sud.
- 3 novembre : Incendie du centre de réhabilitation pour toxicomanes de Langaroud (en) : Trente-deux personnes sont tuées et seize autres sont hospitalisées à la suite d'un incendie dans un centre de réhabilitation pour toxicomanes à Langaroud, dans la province du Guilan.
- 29 décembre : 4 personnes sont exécutées par pendaison par le régime, après avoir été reconnues coupables de liens avec l'agence d'espionnage israélienne du Mossad[1].

## Culture

### Sorties de films
- Cause of Death: Unknown
- Gharib
- Méloddie
- Our Uniform

## Sports
- Championnat d'Iran de football 2022-2023

## Décès
- Mohammad Mehdi Karami (en), exécuté pour son soutien des manifestations consécutives à la mort de Mahsa Amini.
- Mohammad Hosseini (en), exécuté pour son soutien des manifestations consécutives à la mort de Mahsa Amini.
- Iron Sheik, catcheur.
- Firouz Naderi (en), scientifique.